# 程姬
程姬（前？年—前？年），中國西漢時期皇族女性，為漢景帝妃嬪。
程姬事蹟不詳，只知生子魯恭王劉餘、江都易王劉非、膠西於王劉端。一次景帝召程姬侍寢，适逢程姬有月事而推拖，將侍女唐兒送去，景帝酒醉不知而臨幸了唐兒，使唐兒日後生下長沙王劉發。
漢武帝在位時期，程姬隨子劉餘就國於魯國，成為魯國王太后。

## 延伸阅读
[在维基数据编辑]
 《史記/卷059》，出自司馬遷《史記》